# Изящна жаба дърволаз
Изящните жаби дърволази (Oophaga histrionica) са вид земноводни от семейство Дърволази (Dendrobatidae).
Срещат се в ограничен район в северозападната част на Колумбия.
Таксонът е описан за пръв път от германския лекар и зоолог Арнолд Адолф Бертолд през 1845 година.